# Kilnwick Percy
Kilnwick Percy är en by i civil parish Nunburnholme, i distriktet East Riding of Yorkshire, i grevskapet East Riding of Yorkshire, i England. Byn är belägen 10 km från Market Weighton. Kilnwick Percy var en civil parish fram till 1935 när blev den en del av Nunburnholme. Civil parish hade 69 invånare år 1931. Byn nämndes i Domedagsboken (Domesday Book) år 1086, och kallades då Chelingewic/Chileuuic/Chilleuuinc.